# Йохан Кристиан (Бриг)
Йохан Кристиан фон Бриг (на немски: Johann Christian von Schlesien-Brieg; на чешки: Jan Kristián Břežský; на полски: Jan Chrystian Brzeski; * 28 август 1591, Олава, Полша; † 25 декември 1639, Острода, Херцогство Прусия) от клон Лигница на рода на Силезийските Пясти, е херцог на Бриг, Легница, Волов и Олава в Полша (1602 – 1639). От 1617 до 1620 г. той е оберландес-хауптман на Силезия. При избухването на Тридесетгодишната война той е водещ племенен политик на Силезия.

## Живот
Йохан Кристиан е най-големият син на херцог Йоахим Фридрих фон Бриг (1550 – 1602) и съпругата му принцеса Анна Мария фон Анхалт (1561 – 1605), дъщеря на княз Йоахим Ернст фон Анхалт (1536 – 1586) и първата му съпруга Агнес фон Барби (1540 – 1569), дъщеря на Волфганг фон Барби.
След смъртта на херцог Йоахим Фридрих през 1602 г. съпругата му Анна Мария поема настойничеството и регентството за малолетните им деца съгласно неговото завещание от 15 декември 1595 г. По това време Йохан Кристиан е на 11 години. След смъртта на майка му през 1605 г. Йохан е поставен под попечителството на херцог Карл II фон Мюнстерберг-Оелс, зет на баща му. Йохан е възпитаван в неговия двор в Оелс (Олешница). Той следва в университета в Страсбург.
През 1609 г. Йохан Кристиан е пълнолетен и се завръща в Силезия, за да поеме управлението в Бриг. На 12 декември 1610 г. в Берлин той се жени за маркграфиня на Доротея Сибила фон Бранденбург (* 19 октомври 1590, Берлин; † 9 март 1625) от род Хоенцолерн, дъщеря на курфюрст Йохан Георг фон Бранденбург (1525 – 1598) и третата му съпруга Елизабет фон Анхалт (1563 – 1607).
През 1611 г. по-малкият му брат Георг Рудолф (1595 – 1653) е обявен от императора за пълнолетен и те разделят страната. Георг Рудолф получава Лигница и Волау.
Останал вдовец през 1625 г. Йохан Кристиан се жени втори път на 13 септември 1626 г. за 15-годишната Анна Хедвиг фон Зицш (* 13 януари 1611; † 16 юли 1639, Острода), дъщеря на Фридрих фон Зицш, дворцов маршал на племенника му епископа на Бреслау Йохан VI. През 1627 г. император Фердинанд II я прави фрайин фон Зицш. Децата им получават титлата фрайхер или граф фон Лигниц.
След 11 октомври 1633 г. Йохан Кристиан и брат му Георг Рудолф бягат от Силезия в Прусия.
Йохан Кристиан умира на 25 декември 1639 г. в Острода. На 19 април 1640 г. останките му са преместени в Бриг, където пристигат на 1 май. Погребан е на 12 декември 1640 г. в църквата „Св. Хедвиг“ в Бриг до първата му съпруга Доротея Сибила. Вероятно по политически причини брат му Георг не участва в погребението.

## Деца
Йохан Кристиан фон Бриг има 20 деца.
От Доротея Сибила фон Бранденбург има децата:
- Георг III (1611 – 1664), херцог на Бриг

∞ 1. 1638 принцеса София Катарина фон Мюнстерберг-Оелс (1601 – 1659)
∞ 2. 1660 пфалцграфиня Елизабет Мария Каролина фон Зимерн (1638 – 1664)
- Йоахим (1612 – 1613)
- Хайнрих (*/† 1614)
- Ернст (*/† 1614)
- Анна Елизабет (1615 – 1616)
- Лудвиг IV (1616 – 1663), херцог на Лигница (Легница)

∞ 1649 принцеса Анна София фон Мекленбург-Гюстров (1628 – 1666)
- Рудолф (1617 – 1633)
- Кристиан (1618 – 1672), херцог на Бриг

∞ 1648 принцеса Луиза фон Анхалт-Десау (1631 – 1680)
- Август (1619 – 1620)
- Сибила Маргарета (1620 – 1657)

∞ 1637 граф Герхард Дьонхоф († 1648)
- Доротея (*/† 1622)
- Агнес (*/† 1622)
- София Магдалена (1624 – 1660)

∞ 1642 херцог Карл Фридрих I фон Мюнстерберг-Оелс (1593 – 1647)
От Анна Хедвиг фон Зицш има децата:
- Август (* 21 август 1627; † 14 май 1679), фрайхер на Легница 1628, граф на Легница 1664

∞ на 8 октомври 1653 г. за фрайин Елизабет фон Рупау († 1660)
∞ на 2 август 1665 г. за принцеса Каролина фон Насау-Диленбург (1643 – 1686)
- син (*/† 30 юни 1629)
- Ернст (* 27 юни 1630; † 16 март 1631)
- Зигмунд (* 31 януари 1632; † 14 юли 1664), фрайхер на Легница

∞ на 1 октомври 1659 г. за баронеса Ева Елеонора фон Бибран и Модлау (1644 – 1671)
- Дорота Сибила (* 17 юли 1628; † 18 юни 1629)
- Йохана Елизабет (* 8 юни 1634; † 30 октомври 1673)

∞ на 3 ноември 1651 г. за фрайхер Зденко Ховора Берка фон Дуб и Лайпа († 1680)
- Анна Кристина (* 18 октомври 1636; † 5 септември 1642)